# ドライアイヒ
ドライアイヒ (ドイツ語: Dreieich, ドイツ語発音: [ˈdra‿i|a‿iç]) は、ドイツ連邦共和国ヘッセン州オッフェンバッハ郡の市である。フランクフルト・アム・マイン大都市圏の南部に位置する人口 4万人を超えるオッフェンバッハ郡で2番目に大きな都市である。

## 地理

### 位置
ドライアイヒはオッフェンバッハ郡に位置する。最も北の市区であるシュプレントリンゲンはフランクフルト・アム・マインの南約 10 km、ダルムシュタットの北約 20 km にあたる。
ドライアイヒのゲッツェンハイン市区とディーツェンバッハ市との間でビーバー川が湧出する。

### 隣接する市町村
ドライアイヒ市は、北はノイ＝イーゼンブルク（オッフェンバッハ郡）、北東はオッフェンバッハ・アム・マイン（郡独立市）、東はホイゼンシュタム、ディーツェンバッハおよびレーダーマルク（いずれもオッフェンバッハ郡）、南はメッセル（ダルムシュタット＝ディーブルク郡）およびダルムシュタット（郡独立市）西はランゲン（オッフェンバッハ郡）と境を接する。

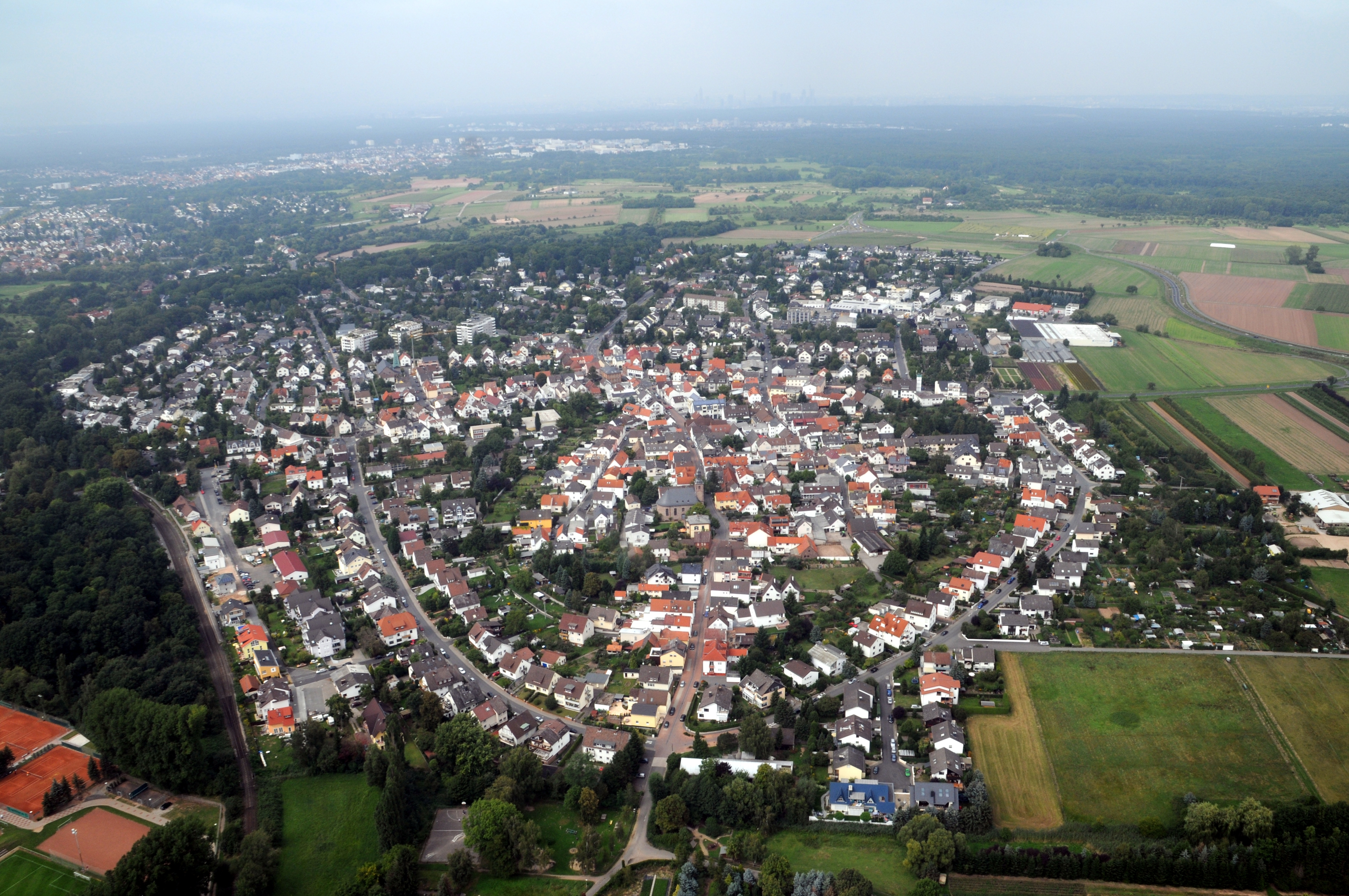
ゲッツェンハイン市区の航空写真

### 市の構成
ドライアイヒ市は、1977年1月1日に、オッフェンバッハ郡新設に伴って、それまで独立していた5つの町村が合併して成立した。2007年12月31日現在、117国からの 40,666人（ドライアイヒを主な居住地とする人口）が住んでいる。市区別の内訳は以下の通り。
- ブーフシュラーク 2,728人
- ドライアイヒェンハイン 8,095人
- ゲッツェンハイン 4,614人
- オッフェンタール 5,149人
- シュプレントリンゲン 19,975人

## 歴史

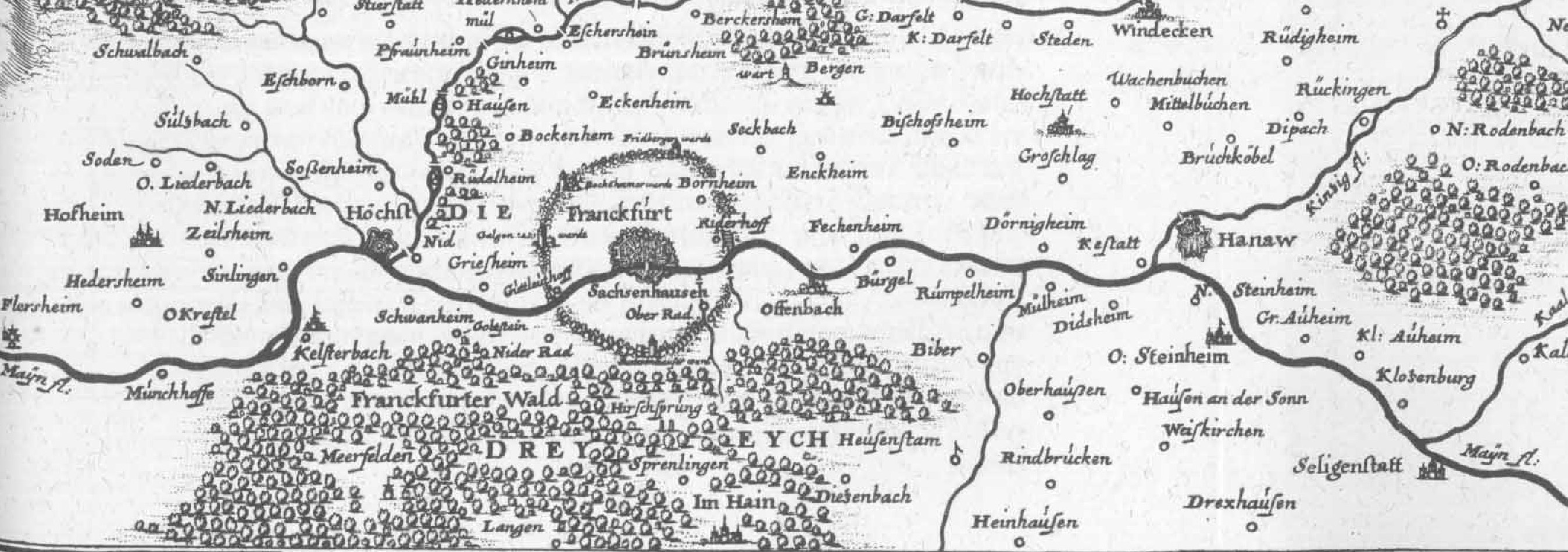
ドライアイヒの御狩場を書き込んだ17世紀の地図。画面中央やや左よりの丸く囲まれているのがフランクフルト。中央を横断するようにマイン川が流れている。その下に森を示す木立が描かれ DREYEYCHの文字が見える。

市名は、9世紀にはすでに記録が遺る御狩場の森ドライアイヒに由来する。このため、この地域は専ら皇帝の狩猟権の下にあった。御狩場ドライアイヒの管理地域はマイン川下流域のアシャッフェンブルクからリュッセルスハイム、フィルベルからオーデンヴァルト内ノイキルヒェン丘陵地にまで達していた。この地域の多くの市町村の紋章にオークの木（Eiche アイヒェ）が用いられているのは、この事に由来する。御狩場ドライアイヒの中心に、11世紀（1075年頃）にドライアイヒェンハインがハーゲン家の城として建設された。

### ブーフシュラーク
北緯50度01分13秒 東経08度40分01秒 / 北緯50.02028度 東経8.66694度
ブーフシュラーク (Buchschlag) という地名は、ここがかつて森の管理役場の所在地であったことを示している。ミッテルディック方面への街道沿いにかつてドライアイヒの境界防衛施設があり、ブナ (Buche) の木立を通る道に遮断器 (Schlagbaum) が設けられていた。ブーフシュラーク村が建設される以前、ここには1837年からヘッセン大公の山林監視事務所があった。1879年にマイン＝ネッカー鉄道の駅が森の真ん中に造られた。20世紀への変わり目頃、これらに加えてフランクフルトの企業家ヴィクトル・メッシンガーの馬飼育場マリア＝ハレが設けられた。
この村はフランクフルトの商人ヤーコプ・ラッチャによって1904年に別荘村として森の境界のミッテルディックに建設された。それまでラッチャは、シュプレントリンゲンの農民から買い取ったこの土地を避難小屋兼休憩所として利用していた。ここでは森での神事やキリスト教青年会のスポーツ大会やゲレンデシュピールが開催された。最初の村長は、ルドルフ・ビンディングが務めた。それまでこの集落には自治体としての権利がなく、権利上グレイゾーンとなっていた。ブーフシュラークの人口は、1909年に 343人、1977年の合併時点には 2,984人であった。ブーフシュラークは、別荘村のキャラクターを現在も遺している。地区の中核部には、ユーゲントシュティール様式の邸宅が保存されており、保護文化財に指定された建築アンサンブルをなしている。ブーフシュラークの新設部分は、その大部分がやはり一戸建て住宅からなる。テラスハウスは稀にしかなく、メインストリートのブーフシュラーガー・アレー沿いにいくつかの住宅街区がある。

### ドライアイヒェンハイン
北緯50度00分10秒 東経08度42分29秒 / 北緯50.00278度 東経8.70806度

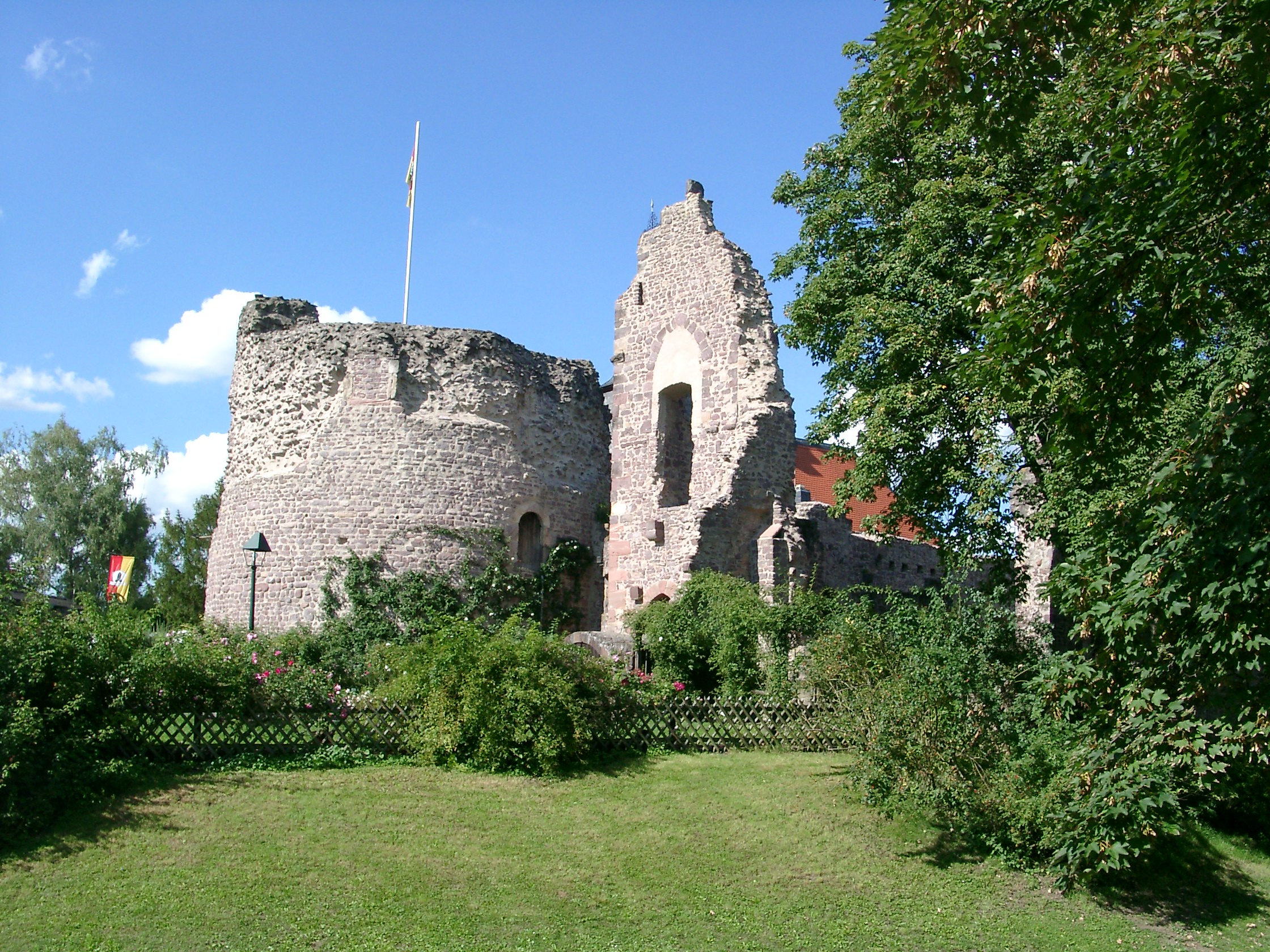
ハイン城趾

ここには 9世紀頃にはすでに簡素な狩猟の館があったのだが、950年頃に防御壕を巡らせた石造りの王の狩猟館へ拡張された。この地で狩が行われている間、皇帝や皇妃はこの狩猟館に滞在した。カール大帝は、Hengstbach-Tal を特に気に入り、ここに狩猟館を建設することを決めた。カールの4番目の妻ファストラーダにはこの地にまつわる伝説がある。彼女は魔法の指輪を持っていて、それをこの城館の池に沈めた。これにより皇帝は、この森の狩猟館に魔法の力で惹きつけられ、お気に入りの狩猟場となったというものである。しかし学術研究は、こうした9世紀から10世紀という年代についての古い推定に対して疑問を呈している。
11世紀に塔を有する城砦ハイン城が建設され、初めはハーゲン家、後にハーゲン＝ミュンツェンベルク家がこの城に拠って皇帝の御狩場を管理した（1075年 - 1255年）。城の他に入植地も造られ、1256年9月23日に初めて「市」として記録された（cives in hagen = ラテン語で「ハーゲン市民」）。この記録を元に、2006年に都市権取得 750年祭が祝われた。
ミュンツェンベルク家の遺産を相続したファルケンシュタイン家は1418年に断絶し、イーゼンブルク家が徐々にドライアイヒェンハインの領主権を獲得していった。1549年にこの街で宗教改革がなされた。ドライアイヒを含むイーゼンブルク＝ビルシュタイン領のオーバーアムト・オッフェンバッハは（オーバーアムトは地方行政単位）、1816年にヘッセン大公国に編入された。街の名前は、1840年に「ハイン・イン・ドライアイヒ」から「ドライアイヒェンハイン」に改名された。1834年の人口は 998人、ドライアイヒ市に合併した1977年1月1日の時点では約 8,000人であった。

### ゲッツェンハイン
北緯49度59分52秒 東経08度44分00秒 / 北緯49.99778度 東経8.73333度

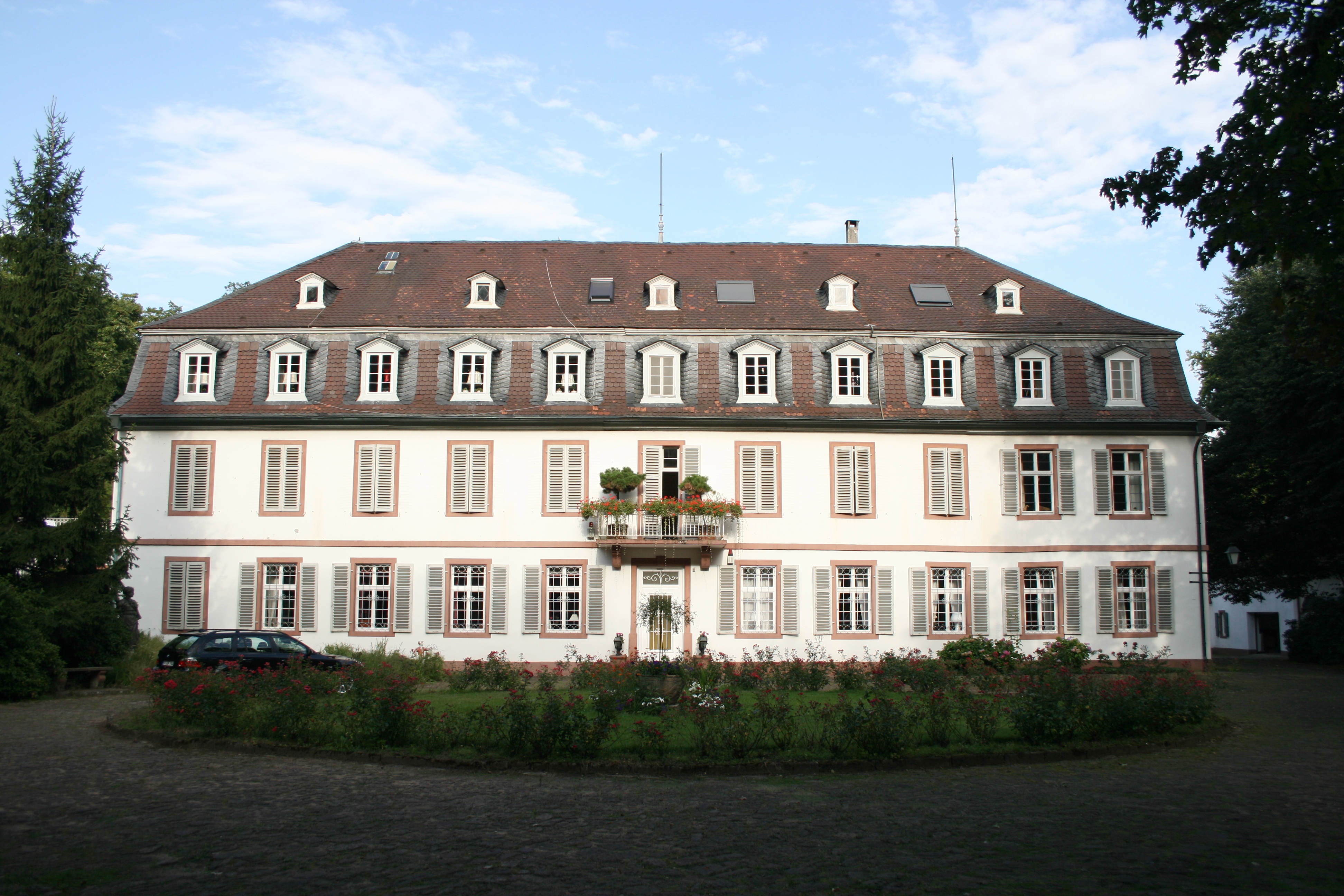
フィリップスアイヒ城

ゲッツェンハインは、郷土史研究の結果によれば、いくつかの農場から徐々に形成されていたのではなく、計画的に建設された集落であった。その証拠が、古い街の中心部の街路構成（本通り、クロイツガッセ、フリーデンスガッセ、グロッケンガッセ）である。地区内から先史時代、古代、ローマ時代の出土品が発見されてはいるが、村落が成立したのは、1200年になる少し前であったと推定されている。ドライアイヒェンハイン城の代官が、多くの耕作地を必要としたのが村を建設した理由とされる。このために、ドライアイヒェンハインの東に延びた尾根状の丘陵地「イム・ヘーヒステン」（海抜 192 m が最高地点）が開墾され、村が造られた。ゲッツェンハイン (Götaenhain) は、かつて街の住民から「Küchendorf」とも呼ばれていた。このことからも元の環境が推測できる（Küche = 「厨房」、dorf = 「村」。つまり、「食料を調達するための村」の意）。
ゲッツェンハインが最初に文献に記録されたのは、1318年であった。ファルケンシュタイン家の断絶後1418年からゲッツェンハインはイーゼンブルク伯領となり、16世紀に宗教改革がなされた。イーゼンブルク＝ビルシュタイン伯ヨハン・フィリップは、1715年頃にゲッツェンハインにフィリップスアイヒ城を建設した。イーゼンブルク伯領の模範農場として、新しい農場が建設された。1724年にゲッツェンハインは、独自の教会区を樹立した。1816年にゲッツェンハインは、オーバーアムト・オッフェンバッハ全域とともにヘッセン大公国に編入された。ゲッツェンハインに駅を有するドライアイヒ鉄道が1905年に開通した。1834年の人口は 705人、1977年の人口は 4,696人であった。

### オッフェンタール
北緯49度58分53秒 東経08度44分46秒 / 北緯49.98139度 東経8.74611度
ランゲン・マルク共同体の土地台帳に Ovemdan と記載されているのが、この集落のおそらく最初の記録である。この文献の作成された時期は正確には判明しないが、834年から840年までの間であると推定されている。オッフェンタールについて記述された日付が確実な最も古い史料は837年に作成されたもので、これに基づいて1987年に町の建設1150年祭が祝われた。このためオッフェンタールは、現在のドライアイヒ市内では、シュプレントリンゲンに次いで2番目に古い集落である。イーゼンブルク伯が、1489年からオッフェンタールを治めた。重要な建造物としては、ゴシック様式の教会が現存している。この教会は1400年頃に建設されたもので、オッフェンバッハ郡内で最も古い建造物の一つである。1528年の宗教改革以後はルター派の、1596年以後はカルヴァン派の教区教会となった。1816年からオッフェンタールはヘッセン領となった。1834年の人口は 441人、1977年の人口は 3,020人、2009年の人口は約 5,000人であった。
オッフェンタールは、ドイツ木組みの家街道とヘッセン・アップルワイン・果樹園ルートに面している。1990年代の初めに、ボルンガルテンとタンネンシュトゥンプの2つの住宅地が整備された。田舎風の静けさとフランクフルト・アム・マインに近い立地からオッフェンタールは急速に発展した。

### シュプレントリンゲン
北緯50度01分08秒 東経08度41分44秒 / 北緯50.01889度 東経8.69556度

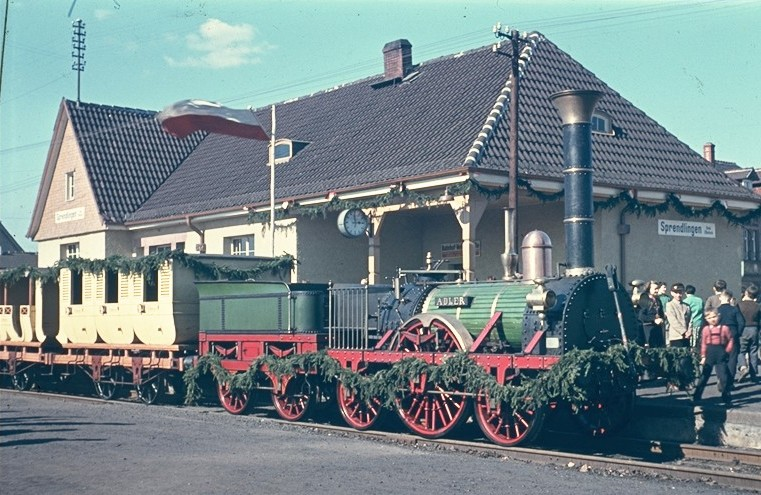
シュプレントリンゲン駅に停車中の機関車アドラー号。1955年のドライアイヒ鉄道開業50周年の様子。

シュプレントリンゲンの最初の文献上の記録は 834年で、 Spiren Dilinger marca と記述されている。880年に東フランク王国の王ルートヴィヒ3世は、Sprendilingun の教会（とそれに付随する諸権利）に関する彼の父のフランクフルトのサルヴァトール礼拝堂宛の寄進状を裏書きしている。聖ラウレンティウスに献堂されたこの教会は、より古い教会の基礎の上に建てられた。あるいは、ここからドライアイヒ地域の宣教が始まったとも推測される。
地名の由来については諸説ある。語尾の -ingen は、紀元250年からこの地域（いわゆる Agri decumates）に侵入したアレマン人による村の創設に由来し、その後ライン川右岸地域はローマ帝国領ゲルマニア・スペリオルとなった。アレマン語の地名の前半は通常は人名なので、シュプレントリンゲン (Sprendlingen) は「シュプラント (Sprand) の人たち」あるいは「シュプレンディロ (Sprendilo) の人たち」、「シュピリディロ (Spiridilo) の人たち」といった意味である。しかしこの名前は、一部がアレマン語に由来するシュヴァーベン方言の "sprandel" （尊大な、誇り高い）あるいは中高ドイツ語の "spræjen"（水しぶきを上げる、湧き出る）とも関連づけられ、水しぶきを上げる小川に由来するという説もある。
イーゼンブルク伯は、1486年にファルケンシュタイン家の遺産からシュプレントリンゲンの高権を獲得した。1528年に宗教改革がなされ、1816年にヘッセン大公領となった。1871年にマイン＝ネッカー鉄道のブーフシュラーク＝シュプレントリンゲン駅が、1905年にはオーバー＝ローデン行きのドライアイヒ鉄道が開業した。1834年のシュプレントリンゲンの人口は 1,788人だったが、1977年には 21,351人にまで増大した。シュプレントリンゲンにはユダヤ人コミュニティが存在したが、国家社会主義者のテロにより消滅した。
1885年にフランクフルトの企業家ヨハン・ヴィルヘルム・メッシンガーは、ドイツ初で長きにわたって成功を収めた私営の馬車レース用の馬調教所ゲシュテュート・マリアハルを設立した。

## 行政

### 市議会
ドライアイヒの市議会は、45議席からなる。

### 首長
ドライアイヒの市長は、マルティン・ブルロン（無所属）である。彼は2018年10月28日の市長選挙で 59.2 % の票を獲得して新たな市長に選出され、2019年2月14日に就任した。前任者はオッフェンタール出身のディーター・ツィンマー (SPD) で、2007年から市長を2期務めた。

### 姉妹都市
- モンティエ＝アン＝デ（フランス、オート＝マルヌ県）
- ジョアンヴィル (オート＝マルヌ県)（フランス、オート＝マルヌ県）
- ブレイスウェイク（オランダ、南ホラント州）
- オーイステルウェイク（オランダ、北ブラバント州）
- スタッフォード（イギリス、スタッフォードシャー）

## 文化と見所

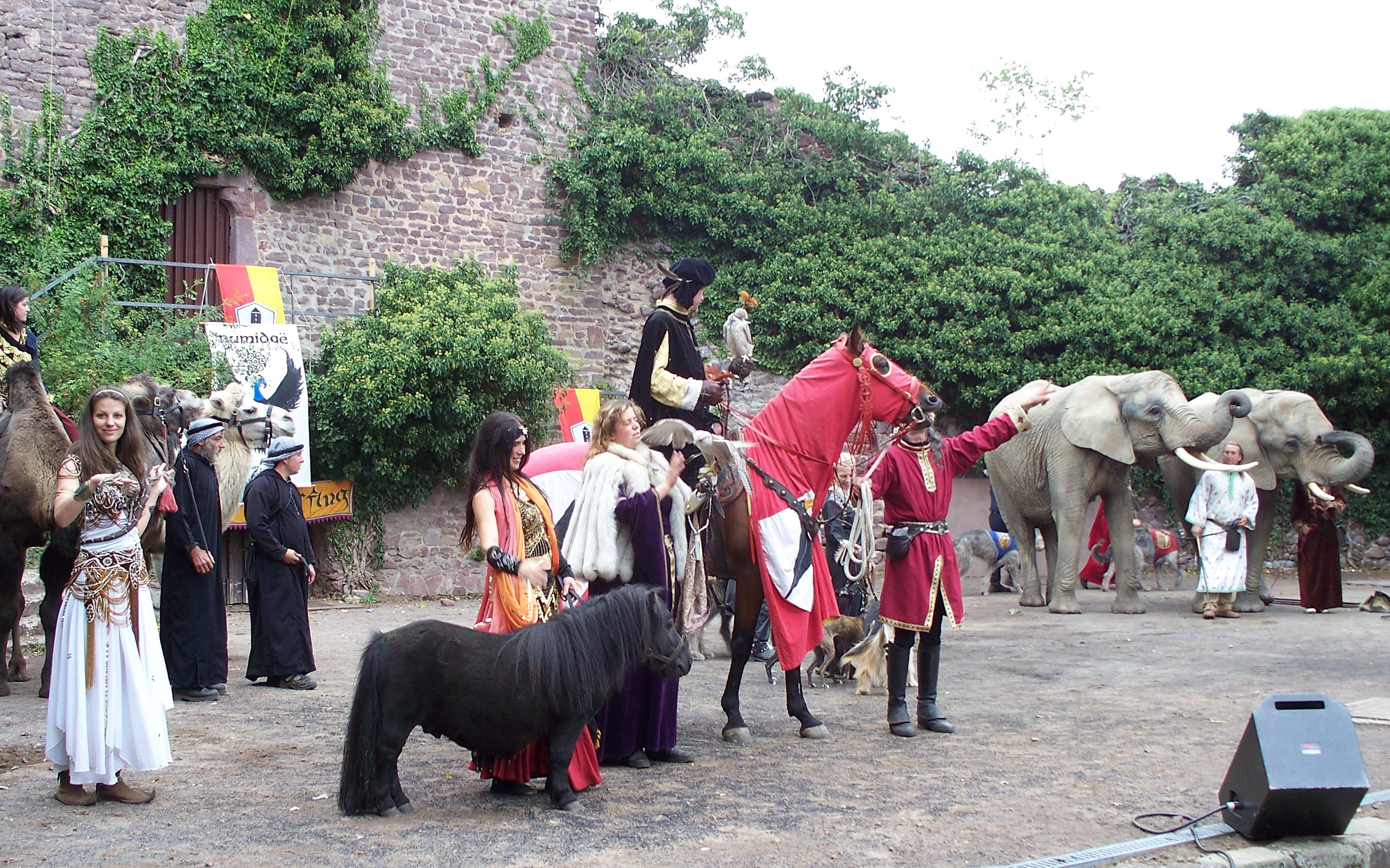
2007年のブルクフェスト

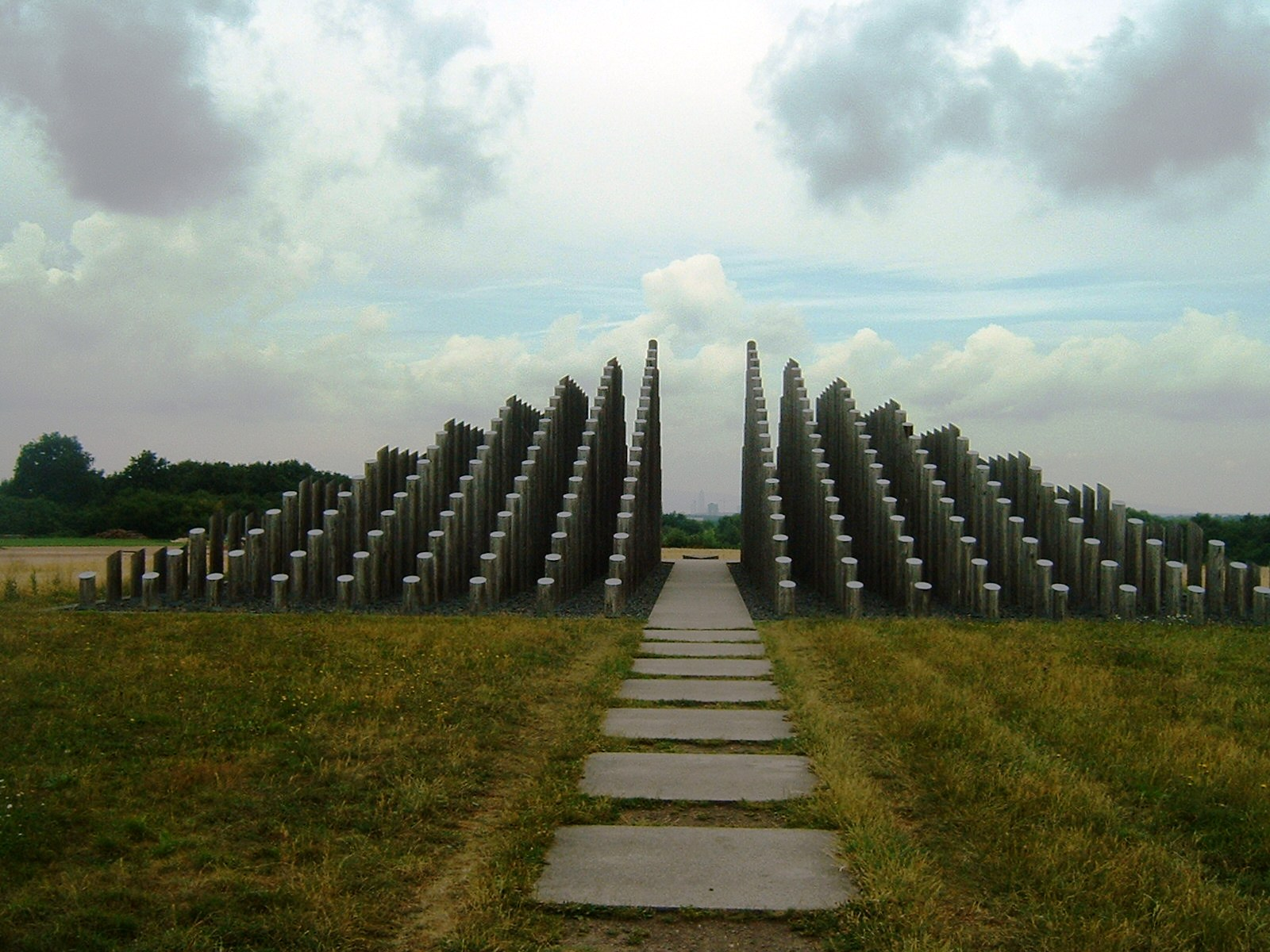
シュタンゲンピラミーデ

ドライアイヒは、聖霊降臨祭のハーナー・ケルプ（教会開基祭）で知られており、ドライアイヒハインの美しい旧市街で評判の良いクリスマスマーケットが開かれる。ハーナー・ケルプは南ヘッセン最大の教会開基祭で、毎年8万人以上の訪問者を数える。クライマックスは土曜日の夜に行われる花火大会と月曜日の伝統的なケルプボルシェマルシュである。
ハイン城は中世盛期の城趾である。城の遺跡の最も古い部分である住居塔は、ザリエル朝の時代に建設された。これは、ザリエル朝時代の世俗建築としてドイツでも数少ない遺構の一つである。この城で開催される文化イベントとして、広く知られているのがブルクフェストシュピール（城趾演劇祭）、ハイナー・ブルクフェスト（ハイン城祭）、ジャズフェスティバル「ジャズ・イン・デア・ブルク」である。
レギオナルパーク整備運動の一環として、ゲッツェンハインの最も高い場所である道路「アウフ・デア・フープ」沿いに、ランドスケープ造形家 イーパハとドライスブーシュが設計した作品が造られ、レギオナルパークルートの一部となっている。「シュタンゲンピラミーデ」（直訳すると「棒のピラミッド」、北緯50度00分41秒 東経08度43分11秒 / 北緯50.01139度 東経8.71972度）と呼ばれるこの作品は、直径 24 cm の丸太 450本で構成されている。この作品は 2つの部分に分かれており、その間を通行可能な小径が通っている。その延長上にはタウヌス山地やフランクフルト・アム・マインのスカイラインを望むことができる。
ドライアイヒの西端に位置するブーフシュラークには、ヴィルヘルム・コーバン、ルートヴィヒ・ベルヌーイ、アロイス・ベックといった建築家によるユーゲントシュティール様式の優れた建造物があり、保護文化財に指定された緊密なアンサンブルを形成している。
ゲッツェンハインでは、いわゆるノイホーフ（北緯50度01分02秒 東経08度43分46秒 / 北緯50.01722度 東経8.72944度）が見所である。これは古い邸宅を木組み建築で拡張したものである。増築部分はホテルに利用されている。ノイホーフ周辺にはゴルフ場が整備されている。
ゲッツェンハインとオッフェンタールとの間にはフィリップスアイヒ城もあるが、私邸であり、立ち入ることはできない。
オッフェンタールとシュプレントリンゲンのプロテスタント教会は、そのくっきりとしたラインと防衛教会のキャラクターが魅力である。ゲッツェンハインの教会は、1776年に建造されたバロック建築である。
「出会いの庭」プロジェクトは、カトリックの聖シュテファン教会の庭に出会いと宗教間の共同体のための一般に出入りできる公共の広場を造った。
ドライアイヒは、1977年にヘッセンの日開催地となった。
- ドライアイヒェンハイン旧市街
- ブーシュシュラーク、エルンスト＝ルートヴィヒ＝アレー6番地
- ブーシュシュラーク、エルンスト＝ルートヴィヒ＝アレー17、19番地
- ブーフシュラーク、ツァウンヴェク3番地
- オッフェンタールのプロテスタント教会
- ゲッツェンハインのプロテスタント教会

## 経済と社会資本

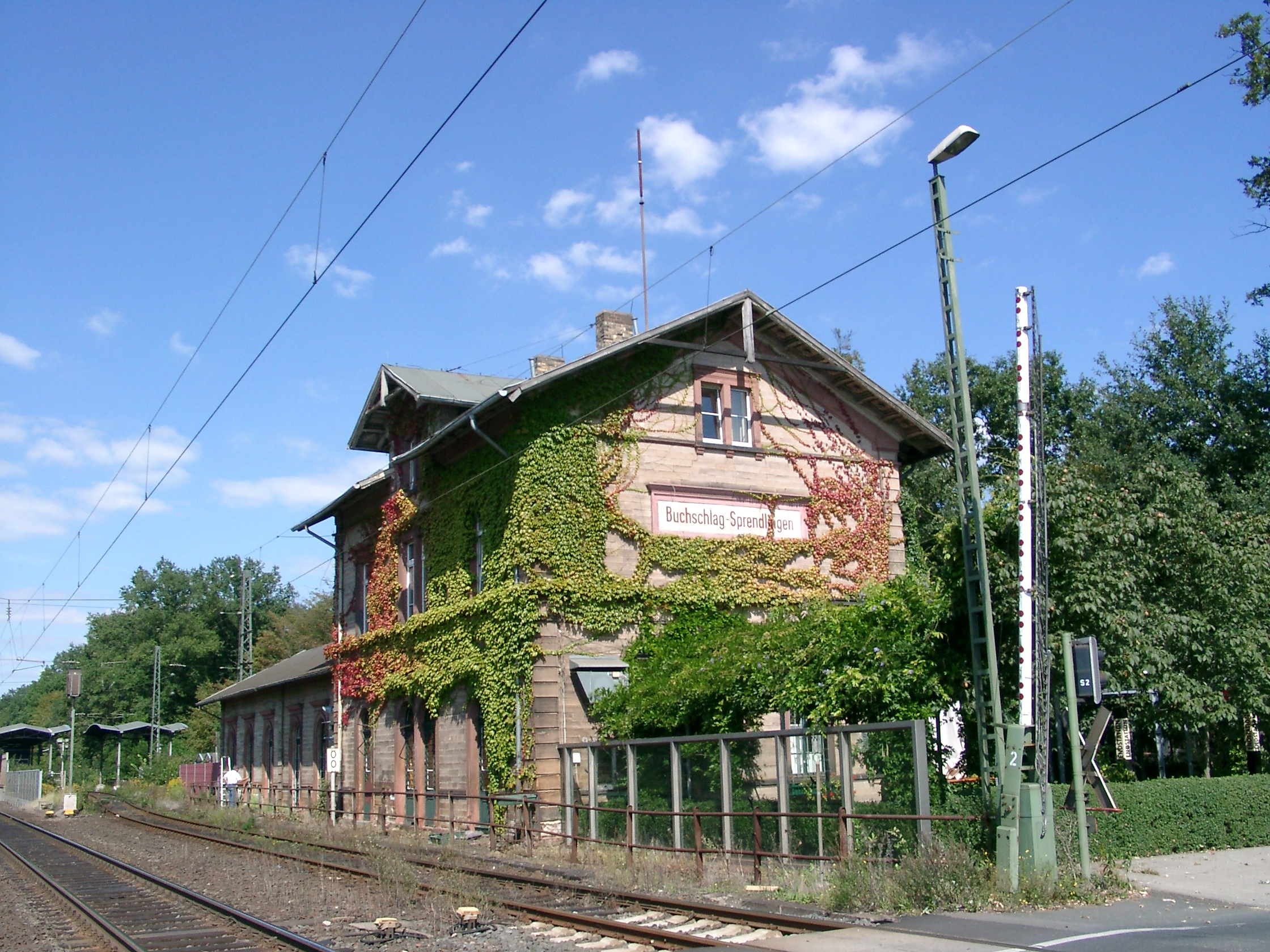
ドライアイヒ＝ブーフシュラーク駅

### 交通
ドライアイヒは、ライン＝マイン交通連盟のサービス地域である。ブーフシュラークの駅で Sバーンの S3号線と S4号線が交差する。ドライアイヒ鉄道 ディーブルク - レーダーマルク＝オーバー・ローデン - ドライアイヒ＝ブーフシュラーク線には、ドライアイヒ＝オッフェンタール駅、ドライアイヒ＝ゲッツェンハイン駅、ドライアイヒ＝ドライアイヒェンハイン駅、ドライアイヒ＝ヴァイベルフェルト駅、ドライアイヒ＝シュプレントリンゲン駅、ドライアイヒ＝ブーフシュラーク駅が市内にある。DBレギオAGのレギオナルバーンは、平日は30分間隔、土曜日曜は1時間間隔で運行している。月曜日から金曜日には、ドライアイヒ＝ブーフシュラーク経由でフランクフルト中央駅に直通の通勤列車が運行されている。さらにドライアイヒでは以下のバス路線が運行している。
- ドライアイヒ＝オッフェンタール - ドライアイヒ＝ブーフシュラーク - ライン＝マイン飛行場 (OF-64、市バス)
- ドライアイヒ＝シュプレントリンゲン - ノイ＝イーゼンブルク - ライン＝マイン飛行場 (OF-67)
- ドライアイヒ＝ブーフシュラーク - ランゲナー・ヴァルトゼー（ヘッセン州の夏休みシーズンのみ運行 (OF-65)）
- 郡横断バス ランゲン - ドライアイヒ - ディーツェンバッハ - ロートガウ - ゼーリゲンシュタット (OF-99)
- ドライアイヒ＝オッフェンタール - ディーツェンバッハ - ホイゼンシュタム (OF-96)
- ドライアイヒ＝ゲッツェンハイン駅 - ノイ＝イーゼンブルク - フランクフルト南駅 (653)
- ダルムシュタット＝アルハイルゲン - ランゲン - ドライアイヒ＝シュプレントリンゲン - ノイ＝イーゼンブルク駅 (662)
- メルフェルデン駅 - ランゲン - ドライアイヒ - ノイ＝イーゼンブルク駅 (663)
- ランゲン - ドライアイヒ - ノイ＝イーゼンブルク - オッフェンバッハ・アム・マイン中央駅 (661)
- 夜行バス フランクフルト - ノイ＝イーゼンブルク - ドライアイヒ＝シュプレントリンゲン - ランゲン - ダルムシュタット (n71)

### 道路交通
連邦アウトバーン A661号線は、ドライアイヒ・インターチェンジ経由でフランクフルト・アム・マインに接続している。また、ドライアイヒから郡道 L3262号線経由で西に向かうと連邦アウトバーン A5号線に接続する。さらに連邦道 B486号線がドライアイヒ＝オッフェンタール地区を通っており、ランゲン経由で、やはりアウトバーン A5号線に接続する。ドライアイヒ＝オッフェンタールを通る道路は、朝夕の通勤にひどく時間がかかり、しばしばレーダーマルク＝ウルベラハ方面およびランゲン方面へのボトルネックとなる。長年の間計画されてきたバイパス道路に対する計画決定協定にはヘッセン州首相ディーター・ポッシュが署名した。これに対して、2006年末、郡横断道路のドライアイヒ＝ゲッツェンハイン地区付近でバイパス道路が開通した。これにより、ゲッツェンハインは通過交通量が軽減されていることが終日、近くできる。また、一部がすでに郡道 L3262号線と名付けられているドライアイヒ＝ブーフシュラークおよびドライアイヒ＝シュプレントリンゲンの南バイパスを巡る訴訟は、2011年現在で30年以上にわたって争われている。
ハンブルクの南（ブクステフーデ）から、バーゼル近郊のスイスとの国境（ヴァイル・アム・マイン＝オッターバッハ）に至る旧連邦道 B3号線（現在の連邦アウトバーン A661号線の一部）がドライアイヒ＝シュプレントリンゲンを通っている。また、オッフェンバッハ・アム・マインに至る連邦道 B46号線はドライアイヒ＝シュプレントリンゲンを出発点とする。

### 地元企業
ドライアイヒの本来のフォーカスは、織布および縫製産業の分野にあった。しかし、21世紀に入ってドライアイヒは、IT産業密集地域の中心に発展した。ドライアイヒに存在する重要なIT企業には、たとえば以下のものがある。
- オラクル
- 日立データ・システム
- パン・ダコム・ネットワーキング AG
- パン・ダコム・ダイレクト GmbH
- ベル・マイクロ
- コンピュウェア

さらに、この街はこの地域における様々な種類のショッピングセンターとなっている。Obi（ホームセンター）、Real（旧ウォールマート）、Mann Mobilia（家具店）の支店の他に、ミュンヘン以外では最大の BMW販売店（フランクフルト支店）がドライアイヒにある。この他のドライアイヒの主な雇用主は以下のものがある。
- フォルクスワーゲン部品 GmbH（2007年までは、VOTEX GmbH）、フォルクスワーゲンAGヴォルフスブルクの 100 % 子会社
- マテル
- ラングラー
- バイオテスト
- アロウ・エレクトロニクス（旧Spoerle） 2013年からノイ＝イーゼンブルク
- パル
- ハズブロ
- CWS-boco Deutschland GmbH
- Kaba GmbH（Kabaグループに属す）

### 教育

#### 基礎課程学校
- ドライアイヒ＝オッフェンタールのヴィンガート＝シューレ
- ドライアイヒ＝ゲッツェンハインのカール＝ナールガング＝シューレ
- ドライアイヒ＝ドライアイヒェンハインのルートヴィヒ＝エルク＝シューレ
- ドライアイヒ＝シュプレントリンゲンのシラー＝シューレ
- ドライアイヒ＝シュプレントリンゲンのゲルハルト＝ハウプトマン＝シューレ
- ドライアイヒ＝シュプレントリンゲンのエーリヒ＝ケストナー＝シューレ
- ドライアイヒ＝ブーフシュラークのゼルマ＝ラガーレフ＝シューレ

#### 総合学校
- ドライアイヒ＝ドライアイヒェンハインのヴァイベルフェルトシューレ（ギムナジウムの上級学年を含む）
- ドライアイヒ＝シュプレントリンゲンのハインリヒ＝ハイネ＝シューレ

#### ギムナジウム
- ドライアイヒ＝シュプレントリンゲンのリカルダ＝フーフ＝シューレ
- HLL（Haus des Lebenslangen Lernens、ドライアイヒ・キャンパス）の成人のためのギムナジウム兼実科学校

#### 職業訓練学校
- マックス＝アイト＝シューレ（ギムナジウムの上級学年を含む、Haus des Lebenslangen Lernens、ドライアイヒ・キャンパス）

#### 養護学校、学習障害者のための学校
- ドライアイヒ＝シュプレントリンゲンのゲオルク＝ビュヒナー＝シューレ

#### 国際私立学校
- シュトロトフ・インターナショナル・スクール（Haus des Lebenslangen Lernens、ドライアイヒ・キャンパス）2008年にハンス・シュトロトフによって創立された。

#### その他
- オッフェンバッハ郡立市民大学（Haus des Lebenslangen Lernens、ドライアイヒ・キャンパス）
- ドライアイヒ市民大学（Haus des Lebenslangen Lernens、ドライアイヒ・キャンパス）
- ドライアイヒ音楽学校（Haus des Lebenslangen Lernens、ドライアイヒ・キャンパス）

### 公共施設
ドライアイヒ図書館は、シュプレントリンゲン、ドライアイヒェンハイン（2館）、ゲッツェンハイン、オッフェンタールの5館からなる。

## 人物

### ゆかりの人物
- アンリ・ヴュータン（1820年 - 1881年）ベルギーのヴァイオリニスト、作曲家。1855年から1864年まで家族と共にドライアイヒェンハインに住んだ。
- ヨーゼフ・ネッカーマン（1912年 - 1992年）馬場馬術競技選手。ゲッツェンハインに住み、ドライアイヒェンハインで亡くなった。
- アルミン・ハリー（1937年 - ）陸上競技選手。1960年頃にドライアイヒェンハインに住んだ。
- ホルスト・ルートヴィヒ・シュテルマー（1949年 - ）物理学者。1998年のノーベル物理学賞受賞者。少年期にシュプレントリンゲン市区に住んだ。
- ディーター・ミュラー（1954年 - ）サッカー選手。ドライアイヒ＝ゲッツェンハインで育った。サッカー・ドイツ代表選手（国際Aマッチ、12試合出場）。サッカー・ブンデスリーガ（1976 - 1977年、1977 - 1978年）および1976年欧州選手権の得点王。

## 引用
1. ↑  Hessisches Statistisches Landesamt: Bevölkerung in Hessen am 31.12.2023 (Landkreise, kreisfreie Städte und Gemeinden, Einwohnerzahlen auf Grundlage des Zensus 2011)]
2. ↑  Max Mangold, ed (2005). Duden, Aussprachewörterbuch (6 ed.). Dudenverl. p. 284. ISBN 978-3-411-04066-7
3. ↑  Hans Obermann: Buchschlag in Hanne Kulessa: Dreieich - Eine Stadt, p. 16
4. ↑  Hans Obermann: Buchschlag in Hanne Kulessa: Dreieich - Eine Stadt, p. 14
5. 1 2  Gernot Schmidt: "Dreieichenhain" in Hanne Kulessa: "Dreieich - Eine Stadt", p. 36
6. ↑  Horst Wolfgang Böhme: Kritische Bemerkungen zur salischen Turmburg von Dreieichenhain und ihrer Vorgängerbauten. - In: Hessisches Jahrbuch für Landesgeschichte, Jg. 55.2005, pp. 251-262.
7. 1 2  Rudolf Miedtank: Götzenhain in Hanne Kulessa: Dreieich - Eine Stadt, p. 84
8. ↑  Walther Raffius: Offenthal in Hanne Kulessa: Dreieich - Eine Stadt, p. 102
9. 1 2  Heinrich Runkel: Sprendlingen in Hanne Kulessa: Dreieich - Eine Stadt, p. 126
10. ↑  Heinrich Tischner: Siedlungsnamen zwischen Rhein, Main, Neckar und Itter（2013年1月29日 閲覧）
11. ↑  Trabmagazin - Aktuelles und Historisches aus dem Trabrennsport（2013年1月29日 閲覧）
12. ↑  2011年3月27日のドライアイヒ市議会議員選挙結果、ヘッセン州統計局（2013年1月29日 閲覧）
13. ↑  “Bürgermeisterwahl in Dreieich, Stadt am 28.10.2018”. 2021年8月11日閲覧。
14. ↑  “Direktwahlen in Dreieich, Stadt”. 2021年8月11日閲覧。
15. ↑  Refionalpark RheinMain - Stangenpyramide（2013年1月30日 閲覧）